# スーパー裏ベスト
「スーパー裏ベスト」（スーパーうらベスト）は、フラワーカンパニーズのアルバム。通称「花裏」。

## 概要
アンティノス時代に発表した楽曲の中から、メンバー自ら選曲したアルバム（発売元はトラッシュレコーズ）。

## 収録曲
1. ロックンロール・タイフーン (2:19)
作詞：鈴木圭介　作曲：フラワーカンパニーズ
未発表曲。
2. JUMP (6:29)
6thアルバム「怒りのBONGO」収録曲。
3. 宙ぶらりんの君と僕 (4:43)
3rdアルバム「俺たちハタチ族」収録曲。
4. Mr. LOVE DOG (3:45)
4thアルバム「マンモスフラワー」収録曲。
5. 虹の雨あがり (4:52)
4thアルバム「マンモスフラワー」収録曲。
6. なんとかなりそう (3:57)
3rdアルバム「俺たちハタチ族」収録曲。
7. ソウル・サーフィン (2:33)
4thアルバム「マンモスフラワー」収録曲。
8. スマイル (4:01)
5thアルバム「Prunes & Custard」収録曲。
9. 夢の列車 (8:35)
2ndアルバム「フラカンのマイ・ブルー・ヘブン」収録曲。
10. トラッシュ (4:21)
4thアルバム「マンモスフラワー」収録曲。
11. むきだしの赤い俺 (5:39)
1stアルバム「フラカンのフェイクでいこう」収録曲。
12. 東京ヌードポエム (3:59)
6thアルバム「怒りのBONGO」収録曲。
13. I'm SKI (1:24)
5thアルバム「Prunes & Custard」収録曲。
14. 今池の女 (5:08)
1stアルバム「フラカンのフェイクでいこう」収録曲。
15. 小さな巨人 (4:25)
3rdアルバム「俺たちハタチ族」収録曲。
16. 鮫 (2:33)
（作詞：鈴木圭介　作曲：フラワーカンパニーズ）
未発表曲。
17. サンデーズ・フィクション (4:20)
作詞：鈴木圭介　作曲：フラワーカンパニーズ
未発表曲。